# Чолнский Спасский монастырь
Трубче́вский Спасо-Чёлнский монасты́рь (историческое название Чо́лнский Спа́сский монастырь) — недействующий православный мужской монастырь, расположенный возле деревни Кветунь Трубчевского района Брянской области.

## История
По устному преданию, существовал уже в конце XII века. Возобновлён князем Трубчевским Алексеем Никитичем в XVII веке, принявшему иночество в монастыре под именем инока Афанасия и умершему бездетному в 1680 г. Похоронен под алтарём Христорождественского собора Спасо-Чолнского монастыря.
В первое время Спасо-Чолнский монастырь вместе с городом Трубчевском и его уездом состоял в ведении Московских патриархов. В 1680 году жалованной царской грамотой Чолнский монастырь был передан Киево-Печерской лавре на время воинских времён, пока «монастырские отчины совершенно населятся и придут в первое своё достояние». C 1680 по 1764 год, присылаемые из Киевской лавры настоятели титуловались наместниками. Лавра продолжала владеть Спасо-Чолнским монастырём более 100 лет, пока указом Святейшего Синода от 20 апреля 1786 году он не был передан в ведомство Севской епархии, которая в 1788 году была преобразована в Орловскую.
Здесь находилась чудотворная Чолнская икона Божией Матери. По преданию, эта икона явилась пастухам в челне, плывшем по Десне против течения, в том месте, где потом находился монастырь; по молитвам пред нею получил исцеление от недуга князь Трубчевский, после чего икона, будучи поставлена в устроенной там князем часовне, прославилась многими чудотворениями.
С древних времён при монастыре выращивали фруктовый сад, в котором росли сливы, вишни и чернослив. Из местных саженцев, привезённых из Киево-Печерской Лавры, были выведены знаменитые сорта груш — «трубчевские дули». Огромные вековые деревья давали до полутонны плодов, своими качествами превосходящих лучшие крымские сорта. Сейчас груши можно увидеть на городском гербе.
В Спасо-Чолнском монастыре было развито ремесленное мастерство: резьба, переплёт книг, швейное дело. При монастыре действовали школа и странноприимница. В число монашествующих поступали дети церковнослужителей, купцов, мещан, казаков.
На рубеже XVII—XVIII веков на сооружён каменный соборный храм Рождества Христова. В 1731 года возведены церковь во имя преподобных Антония и Феодосия Печерских и нижний этаж трапезной, а в 1741 году — церковь Введения и вся трапезная. Большинство других каменных зданий монастыря (колокольня, трапезная при соборе, братская поварня и ограда с башнями) построены на рубеже XVIII—XIX веков, при игумене Кесарии (Плюгине) (1798—1817). В последующее время были возведены лишь отдельные хозяйственные и жилые постройки. Монастырь представлял собой довольно сложный комплекс построек, окруженных высокой, в плане близкой к прямоугольнику оградой с маленькими башенками на углах.
До революции находился на территории Орловской епархии.
Монастырь был ликвидирован 23 мая 1923 года.
В настоящее время здесь располагается психоневрологический интнернат. Какое-то время на сохранившейся части колокольни была устроена водонапорная башня.
В 2010 году на сохранившейся части монастырской ограды была открыта памятная доска «державцу трубчевскому» Алексею Никитичу Трубецкому. Могила его утрачена, как и собор, в котором он был захоронен.
От монастырского ансамбля сохранилась в перестроенном виде трапезная, остатки колокольни и другие служебные строения.

## Настоятели
- - Настоятели Чолнского монастыря по годам в книге: Строева П. Списки иерархов и настоятелей монастырей российския церкви. — СПб., 1877. С. 921.
- игумен Иона (1648—1665)
- Афанасий (Миславский) (июнь 1692 года)
- игумен Кесарий (Плюгин) (1798—1817)
- епископ Досифей (Ильин) (28 мая 1817 — 6 июня 1827)
- архимандрит Даниил (Александров) (1825—1835)
- архимандрит Христофор (Эммаусский) (21 марта 1836—1837)
- архимандрит Макарий (Троицкий) (28 октября 1879 — 25 февраля 1881)